# Front islamique du Grand Orient
Pour les articles homonymes, voir Front islamique.
Les Front islamique du Grand Orient (en turc : İslami Büyük Doğu Akıncılar Cephesi, İBDA-C, Combattants du front du Grand Orient islamique) est un groupe armé islamiste turc fondé dans les années 1970 par Salih İzzet Erdiş, connu sous le pseudonyme de Salih Mirzabeyoğlu (en). L'organisation est placée sur la liste officielle des organisations terroristes de la Turquie, de l'Union européenne et des États-Unis.

## Histoire
Le groupe passe de la rhétorique à la violence dans les années 1990, avec comme point culminant une centaine d'attentats en 1994. Proche un moment du Ethniki Ypiresia Pliroforion, il s'est allié à l'ASALA durant les années 1980. Ses effectifs sont estimés à 600.
Après l'arrestation de Erdiş le 2 décembre 1998 et sa condamnation à mort en 2002 (commuée par la suite en perpétuité), ainsi que celle de plusieurs autres membres du réseau, les activités de l'IBDA-C déclinent. 
Il refait surface en revendiquant les attentats de novembre 2003 contre deux synagogues d'Istanbul le 15 novembre 2003 faisant 25 morts et plus de 255 blessés, ainsi que deux attaques contre la banque HSBC et le consulat britannique dans la même ville le 20 novembre 2003. 
En mai 2004, après que la justice allemande a décidé de son expulsion vers la Turquie qui le réclamait depuis des années, Metin Kaplan s'est enfui. La police allemande a lancé une vaste traque pour le retrouver. L'authenticité de ces revendications est toujours objet de controverse.

## Doctrine
Le but de ce groupe est l'établissement d'une république islamique sunnite en Turquie. Il est notamment hostile aux intérêts alévis[réf. nécessaire], chrétiens et juifs dans le pays, ainsi qu'à la laïcité propre au kémalisme. Son idéologie proche du « Grand Est » de Necip Fazıl Kısakürek est un mélange d'islamisme et de trotskisme.

## Attentats attribués ou revendiqués
- 2003 : Les Attentats de novembre 2003 à Istanbul